# Alexandre-Étienne Choron
För kocken med likartat namn se Alexandre Étienne Choron
Alexandre-Étienne Choron, född den 21 oktober 1772 i Caen, död den 29 juni 1834 i Paris, var en fransk musiker.
Choron studerade på egen hand franska och tyska musikteoretiker och blev genom Benedetto Bonesi bekant med den italienska klassiken. Han fick 1795 plats vid normalskolan i Paris och sedermera vid polytekniska skolan där, var 1812–1816 korresponderande ledamot av Institutet liksom redaktör för Bulletin d'encouragement pour l'industrie nationale och dirigent vid offentliga religionsfester samt dessutom sysselsatt med omorganisation av musikinstituten (maîtrises) vid Frankrikes huvudkyrkor. Åren 1816–1817 var han direktör för stora operan och 1825–1830 kapellmästare vid Sorbonne.
Sin största betydelse ägde Choron som ivrig främjare av klassiska musikuppföringar och undervisning i körsång. År 1817 grundade han av egna medel en skola för sång och deklamation, vilken sedermera, under namn av Conservatoire de musique classique, med framgång tävlade med det offentliga konservatoriet samt vid sina konserter för första gången i Frankrike lät höra verk av J.S. Bach, Händel, Palestrina med flera, och för att anskaffa dugliga sångröster gjorde han mödosamma resor. 
En stor mängd skrifter, till största delen kompilationer, vittnar om hans flit; här kan nämnas: Les principes de composition des écoles d'Italie (1808), Dictionnaire des musiciens (1810–1811), Méthode concertante de plain-chant et de contrepoint ecclésiastique (1819) och Nouveau manuel complet de musique vocale et instrumentale (1839). Dessutom komponerade Choron kyrkomusik och romanser, bland andra den populära La sentinelle.